# Забалка
Забалка (укр. Забалка) — один из районов Херсона, названный из-за местонахождение оврага (балки), который пересекал путь к центральной части города.

## Происхождение названия
По одной из версий, в конце XVIII — начале XIX ст. крепостные-беженцы, пьяницы, отставные военные и тунеядцы селились за балкой. Там они жили в свое удовольствие, создавая банды и порождая экологические бедствия местного масштаба. Так появился район Забалка, которая находилась в северо-западной части города.
Балка, от которой, собственно, и происходит название местности, всегда была завалена горами мусора, смывалась потоками дождевой воды в р. Кошевую. Первые дома располагались на склонах балки, и из-за ливней, талого снега и оползней они быстро разрушались. В середине ХХ ст. по дну балки проложили коллектор.

## История
Первой постройкой, появившаяся на Забалковской горе (мысе между р. Кошевой и оврагом), был военный госпиталь, построенный в начале 80-х годов XVIII ст. Жилой район начал возникать только в 20-е годы XIX ст. На проекте 1833 г. он представлял собой большое предместье между двумя оврагами у р. Кошевой. В 1842 г. на торговой площади Забалки была построена церковь Святого Николая, которая сохранилась до нынешних времен и является своеобразным центром всей местности.
Благодаря особому рельефу и социальному уровню населения, проживающего в этом районе, Забалка до сих пор создает городу проблемы. В настоящее время на месте балки проходит ул. Колодяжна.

### Забалковский рынок
Рынок на Забалке (Забалковском форштадте) возник после строительства церкви Святого Николая в 1842 г . Официальное разрешение на его открытие было предоставлено только в 1853 г., Несмотря на то, что местные жители торговали на площади и раньше. В середине 70-х годов XIX ст. Дума удовлетворила просьбу жителей Забалковского и Сухарного форштадта и вынесла распоряжение на строительство на площади перед церковью нескольких торговых лавок и ларьков. Здесь продолжали торговать только местные жители, так как сюда не приезжали крестьяне из пригородов. На площади также была построена водоразборная будка, из которой вода продавалась ведрами. 

### Пожарная каланча
Неподалеку от рыночной площади находилась пожарная каланча. Первая пожарная каланча на Забалке была деревянной и располагалась рядом с деревянным сараем, где размещались конюшни и пожарный обоз. Здесь работало 10 человек, в распоряжении которых было два брандспойт ы. К концу 80-х годов каланча окончательно устарела и нуждалась в капитальном ремонте. По обращению херсонского полицмейстер а, Городская управа выдала распоряжение разобрать каланчу и временно перевести пост наблюдения на колокольню церкви Святого Николая (в наше время — Свято-Николаевский морской собор УПЦ МП).
Несмотря на то, что расположение очередного пожарного на церковной колокольне казалось на стираешь взгляд удобным, на практике возникали определенные трудности. Для оповещения о пожаре дежурному приходилось бежать целый квартал в команду, поскольку вывешивать пожарные сигналы на колокольне запрещалось. Церковные двери на ночь закрывались и подниматься на колокольню приходилось по приставной лестнице, что было особенно опасно в гололед и плохую погоду. Также возникали большие проблемы с взиманием личной потребности стражей.
27 апреля 1887 г. городская Дума приняла решение о строительстве каменной каланци, восотою 7 саженей. В настоящее время пожарная каланча находится на территории «Самостоятельной государственной пожарной части № 3» (ул. Ломоносова, 75).

### Морские казармы на Александровской площади
В 1807 г. херсонский губернский архитектор Федор Вунш по заказу Морского ведомства составил проект Черноморского госпиталя на 800 человек. В то время такие утверждались в Санкт-Петербурге главным адмиралтейским архитектором, которым в то время был Андреян Дмитриевич Захаров. Проект, предоставленный ему в 1808 г., Было столько недостатков, что Захарову пришлось собственноручно разработать новый.
Окончательно проект был утвержден только 8 сентября 1908 года. Одноэтажный корпус госпиталя имел колоссальные размеры — почти четверть километр а в длину. Захаров запроектировал здание в тех же пропорциях, что и здание Адмиралтейства в Санкт-Петербурге, построенного по его проекту. Ещё до начала строительства, в 1811 г. Захаров умер. Вероятно, именно по этой причине госпиталь начали строить по проекту Вунша и закончили в 1814 году. Размещался госпиталь на северной окраине Забалки на Александровской площади, которая сейчас застроен.
После окончательного перевода Херсонского адмиралтейства в Николаева в 1825 г. госпиталь был реорганизован в Морские казармы. Во время Крымской войны 1853—1856 лет здесь размещался один из госпиталей для раненых военных. Впоследствии здание была заброшена, а в отдельных корпусах в 1911 г. разместился 2-й батальон пехотного Модлинського полка.
В настоящее время Александровская площади застроена жилыми домами, а также корпусами заводов карданных валов и полупроводниковых приборов.

### Николаевский приют
Николаевский приют был основан в Херсоне в 1852 г. и занимал отдельное здание. Все воспитанники учились грамоте в приходской школе по установленным правилам для приюте, а затем учились домоводству и мастерства, которые были необходимы для домашнего обихода. К связи с увеличением численности воспитанник и расширением программы обучения, старое здание перестала удовлетворять потребности приюта.
В 1894 г. председателем Благотворительного общества был избран жену начальника губернии Веселкин М. В. По ее инициативе было решено строить новое помещение для Николаевского приюта, а также расширить его функции и основать при приюте Дом трудолюбия. Дом трудолюбия со школьным убежищем для детей-сирот было открыто в начале 1895 г. Сюда попадали как мальчики, так и девочки. Они учились грамоте, ремеслам, получали одежду, обувь и питание. В 3-й полицейской части Херсона, где сосредоточены такие благотворительные учреждения как Благотворительное общество и Приют для ухода за пожилыми людьми, названный в честь Олив М. А., было выделено место под строительство нового здания Николаевского приюта и Дома трудолюбия. Для тутового производства городскими властями было предоставлено во временное пользование Благотворительным обществом 8 десятин городской земли для разведения тутовых плантаций.
В 1896 г. состоялось открытие нового помещения, построенного по проекту архитектора Евгения Петровича Бутми-де-Кацмана. При нем была освящена церковь Святого Николая. По окончании строительства этой великой здания с просторными классами и новыми мастерскими, численность воспитанников увеличилось с 70 до 100 человек. Причем кроме учений по домашнему хозяйству, портновского и сапожник ского ремесел в программу были введены изготовления ковров, обычного сукна и др. Дом трудолюбия находился на полном содержании Херсонского благотворительного общества. При Николаевском приюте после открытия нового здания учитывалось 43 девушки, а при Доме трудолюбия — 29 девушек и 43 мальчика.
Директором приюта в начале XX в. был коллежский секретарь Стельченко К. В. До войны 1941 г. в помещении приюта находилась школа № 21 во время войны — немецкий госпиталь, а после освобождения Херсона — военный госпиталь, а впоследствии — детский дом.
В настоящее время здание занимает кафедра механизации и охраны труда Херсонского государственного аграрного университета (ул. Садовая, семнадцатый).

## Современность
В настоящее время, как и от самого основания местности, большинство территории Забалки занимает частная застройка. Местность расположена в границах улиц Рабочей — с севера, Садовой и Ольховой — с запада, Причальной (вдоль берега г. Кошевой) с юга и Колодяжный — с востока.
На территории бывшей рыночной площади, частично сохранилась до сих пор, расположен рынок. Остальная территория застроена частными домами и предприятиями («Облтопливо», типография и др.)
22 мая 2007 года по случаю 165-летия Свято-Николаевскому храму был присвоен статус морского собора (ул. Мостовая, 36).